# Teller Peak
Der Teller Peak ist ein 3350 m hoher Berg im westantarktischen Marie-Byrd-Land. Er markiert das nordöstliche Ende des Michigan-Plateaus und des Watson Escarpment.
Der United States Geological Survey kartierte ihn anhand eigener Vermessungen und Luftaufnahmen der United States Navy aus den Jahren von 1960 bis 1963. Das Advisory Committee on Antarctic Names benannte ihn 1966 nach James T. Teller, der als Geologe einer Mannschaft der Ohio State University von 1964 bis 1965 in den Horlick Mountains tätig war.